# Biblioteca Amazónica
La Biblioteca Amazónica es una institución pública en Iquitos, Perú. Con más de 30 000 libros, periódicos, revistas, además de fotografías históricas, es la segunda biblioteca más importante en América Latina sobre temas amazónicos después de la Biblioteca de Manaos, capital del estado de Amazonas. El 60% de la información bibliográfica habla sobre temas amazónicos y la ciudad de Iquitos, con el resto hablando sobre filosofía, literatura, religión, geografía lingüística, educación y arte. La biblioteca tiene una hemeroteca con información desde 1890, y una mapoteca (colección de mapas).
La colección de más de 30 mil libros pertenece al Centro de Estudios Teológicos de la Amazonía (CETA).

## Historia
La arquitectura de la institución fue construida en 1873 como un local de una sola planta, en la etapa muy temprana de la fiebre del caucho en Iquitos. Más adelante, en 1903, la segunda planta fue construida. La fachada de la Biblioteca Amazónica guarda gran atractivo debido a la sucesión de grandes ventanales resguardados por rejas de fierro.
La biblioteca alberga la primera edición de la obra completa de Charles Marie de La Condamine, Real Academia de la Historia de la Historia General y Natural de las Indias (siglo XIX) de Gonzalo Fernández de Oviedo, y El Perú (1874) de Antonio Raimondi, así como un facsímile de Mapa de Juan de la Cosa y el mapa amazónico del siglo XVII de Samuel Fritz. The Amazon Journal de Roger Casement es otro importante documento histórico de la biblioteca que habla sobre los crímenes contra los indígenas. Los archivos personales de Alfonso Navarro Cauper, y periódicos locales como El Eco y La Razón también están guardados en la Biblioteca Amazónica.
En 2011, la biblioteca sufrió un cierre temporal y quedó inactiva todo ese año debido a la falta de atención presupuestal del Gobierno Regional de Loreto, antes de reabrir en marzo de 2012. El suceso causó gran disgusto en varios medios de comunicación, principalmente culturales. A pesar de la evidente irresponsabilidad cultural del gobierno local, Juan Arellano Valdivia en su blog Globalizado pensó: «Sin embargo hay una duda que tengo y que evidencia mi desconocimiento del tema. La duda es, siendo esta una institución eclesiástica, ante el incumplimiento del convenio por parte del Gobierno Regional... ¿No podría la iglesia asumir algunos de los costos?».
Desde 2012, la Biblioteca Amazónica cuenta con una base de datos en línea referencial y una página web.

## Colección
La Biblioteca Amazónica tiene una sorprendente colección que está categorizada en varias salas como mapotecas, hemeroteca, filmoteca, mapoteca, pinacoteca, memorabilia fotográfica. Tiene libros sobre temas especializados en ciencias sociales, historia, sociología, antropología, filosofía, teología, ciencia aplicadas, lingüística, literatura y otros géneros sobre temática amazónica. También tiene colección de incunables que son libros creadas desde la invención de la imprenta hasta el siglo XVI.
También ofrece un acceso digital hacia un catálogo en línea, junto a mediateca, libros electrónicos y otras informaciones.

## Salas
Cada sala recibe el nombre de un personaje ilustre:
- Exposiciones, recepción y consulta (Antonio Wong Rengifo)
- Lectura (Jesús San Román)
- Dirección (Jenaro Ernesto Herrera Torres)
- Procesos técnicos (Alfonso Navarro Cauper)
- Audiovisuales (Avencio Villarejo)
- Depósito y hemeroteca (Carlos Larrabure)